# Puchar Niemiec w piłce nożnej (2025/2026)
Ten artykuł dotyczy trwającego lub niedawnego wydarzenia sportowego. Informacje w nim zamieszczone mogą się zmienić lub zdezaktualizować wraz z postępem zdarzenia. Początkowe doniesienia, wyniki lub statystyki mogą być niepewne. Ostatnie aktualizacje do tego artykułu mogą nie odzwierciedlać najbardziej aktualnych informacji.
Puchar Niemiec w piłce nożnej mężczyzn 2025/2026 – 83. edycja rozgrywek mających na celu wyłonienie zdobywcy Pucharu Niemiec, który uzyska tym samym prawo gry w fazie ligowej Ligi Europy UEFA sezonu 2026/2027. Obrońcą tytułu jest VfB Stuttgart.

## Uczestnicy
| uczestnicy Bundesligi w sezonie 2024/2025 wszystkie zespoły | uczestnicy 2. Bundesligi w sezonie 2024/2025 wszystkie zespoły | 4 najlepsze drużyny 3. Ligi w sezonie 2024/2025 uprawnione do gry w pucharze oraz zdobywcy pucharów regionalnych 28 zespołów |
| --- | --- | --- |
| - Bayern Monachium - Borussia Dortmund - Bayer 04 Leverkusen - RB Lipsk - 1. FC Union Berlin - SC Freiburg - 1. FSV Mainz 05 - TSG 1899 Hoffenheim - Borussia Mönchengladbach - Eintracht Frankfurt - VfL Wolfsburg - VfL Bochum - FC Augsburg - VfB Stuttgart - 1. FC Heidenheim - Werder Brema - FC St. Pauli - Holstein Kiel | - SV 07 Elversberg - SpVgg Greuther Fürth - HSV - FC Schalke 04 - Hertha BSC - SC Paderborn 07 - 1. FC Nürnberg - Fortuna Düsseldorf - Hannover 96 - Karlsruher SC - 1. FC Magdeburg - Eintracht Brunszwik - 1. FC Kaiserslautern - SV Darmstadt 98 - 1. FC Köln - SSV Ulm 1846 - Preußen Münster - SSV Jahn Regensburg | - Arminia Bielefeld - Dynamo Drezno - 1. FC Saarbrücken - Energie Cottbus - SV Wehen Wiesbaden - Hansa Rostock - SV Sandhausen - Rot-Weiss Essen - Hallescher FC - Sportfreunde Lotte - FV Illertissen - 1. FC Schweinfurt 05 - BFC Dynamo - RSV Eintracht 1949 - SV Hemelingen - FC Eintracht Norderstedt 03 - Blau-Weiß Lohne - SV Atlas Delmenhorst - FC Viktoria Köln - FV Engers - FC 08 Homburg - Lokomotive Lipsk - VfB Lübeck - Bahlinger SC - FK Pirmasens - ZFC Meuselwitz - FC Gütersloh - SG Sonnenhof Großaspach |

## I runda
Mecze I rundy zostaną rozegrane w dniach 15-18 i 26-27 sierpnia 2025 roku. Od tej fazy rozgrywki rozpoczną wszyscy uczestnicy pucharu.
| 15 sierpnia 2025 | SG Sonnenhof Großaspach     | 0:4   | Bayer 04 Leverkusen                                      |                                                                  |
| 18:00            | Celiktas 66' · Tasdelen 82' | (0:1) | 32' Schick · 74' Arthur · 84' Kofane · 87' (k.) Grimaldo | WIRmachenDRUCK Arena, Aspach Widzów: 8850 Sędzia: Michael Bacher |

| 15 sierpnia 2025 | 1. FC Saarbrücken | 1:3   | 1. FC Magdeburg               |                                                                    |
| 18:00            | Civeja 67'        | (0:2) | 43' Kaars · 45+2', 59' Ghrieb | Ludwigsparkstadion, Saarbrücken Widzów: 16 003 Sędzia: Robin Braun |

| 15 sierpnia 2025 | FC Gütersloh | 0:5   | 1. FC Union Berlin                                            |                                                                                |
| 18:00            |              | (0:3) | 19' Skov · 35' Querfeld · 43' Doekhi · 78' Ilić · 90+4' Jeong | Ohlendorf Stadion im Heidewald, Gütersloh Widzów: 9236 Sędzia: Jarno Wienefeld |

| 15 sierpnia 2025 | Arminia Bielefeld | 1:0   | Werder Brema    |                                                               |
| 20:45            | Young 90+3'       | (0:0) | 54' Bittencourt | SchücoArena, Bielefeld Widzów: 26 515 Sędzia: Robert Hartmann |

| 16 sierpnia 2025 | FK Pirmasens | 1:2 (pd.)  | HSV                              |                                                                        |
| 13:00            | Grieß 53'    | (0:0, 1:1) | 90+2' Ramos · 100' Königsdörffer | Sportpark Husterhöhe, Pirmasens Widzów: 10 000 Sędzia: Timo Gansloweit |

| 16 sierpnia 2025 | BFC Dynamo                                        | 1:3 (pd.)  | VfL Bochum                            |                                                                       |
| 13:00            | Shcherbakovski 46' · Oellers 80' · Dadaschow 103' | (0:0, 1:1) | 85' Loosli · 107' Bamba · 120+1' Bero | Sportforum Hohenschönhausen, Berlin Widzów: 4705 Sędzia: Felix Wagner |

| 16 sierpnia 2025 | SV Hemelingen | 0:9   | VfL Wolfsburg                                                                                    |                                                       |
| 15:30            |               | (0:3) | 13' Jenz · 14' Olsen · 39' (k.) Majer · 53', 76', 81' Pejčinović · 61', 71' Svanberg · 72' Černý | Weserstadion, Brema Widzów: 15 000 Sędzia: Nico Fuchs |

| 16 sierpnia 2025 | FV Illertissen                                                          | 3:3 (pd.)               | 1. FC Nürnberg                                                             |                                                             |
| 15:30            | Milić 2' · Glessing 43' · Rühle 90'                                     | (2:0, 3:3, 3:3, k. 6:5) | 65' Yılmaz · 78' Stepanov · 86' (k.) Telalović                             | Vöhlinstadion, Illertissen Widzów: 3000 Sędzia: Patrick Alt |
| 15:30            | · Rühle · Heckmann · Ćoćić · Gerstmayer · Zeller · Muth · Irigoyen-Goni | Rzuty karne             | · Telalović · Jander · Karafiát · Loczoszwili · Lubach · Gruber · Maboulou | Vöhlinstadion, Illertissen Widzów: 3000 Sędzia: Patrick Alt |

| 16 sierpnia 2025 | Bahlinger SC | 0:5   | 1. FC Heidenheim                                                       |                                                                               |
| 15:30            |              | (0:2) | 9', 61' Weschenfelder-Scienza · 34' Honsak · 77' Kaufmann · 83' Conteh | Kaiserstuhlstadion, Bahlingen am Kaiserstuhl Widzów: 4000 Sędzia: Lukas Benen |

| 16 sierpnia 2025 | Hansa Rostock | 0:4   | TSG 1899 Hoffenheim                           |                                                                   |
| 15:30            |               | (0:1) | 37' Burger · 71', 86' Moerstedt · 83' Asllani | Ostseestadion, Rostock Widzów: 25 000 Sędzia: Wolfgang Haslberger |

| 16 sierpnia 2025 | SV Sandhausen            | 2:4   | RB Lipsk                                             |                                                                                |
| 15:30            | Ampadu 3' · Herrmann 18' | (2:2) | 6' Diomande · 23' Orbán · 79' Banzuzi · 90+6' Simons | GP Stadion am Hardtwald, Sandhausen Widzów: 15 000 Sędzia: Matthias Jöllenbeck |

| 16 sierpnia 2025 | FC Eintracht Norderstedt 03                 | 0:0 (pd.)               | FC St. Pauli                              |                                                                  |
| 15:30            |                                             | (0:0, 0:0, 0:0, k. 2:3) |                                           | Millerntor-Stadion, Hamburg Widzów: 30 000 Sędzia: Eric Weisbach |
| 15:30            | · Koch · Frahm · Brendel · Gross · Behounek | Rzuty karne             | · Wahl · Fujita · Oppie · Sinani · Nemeth | Millerntor-Stadion, Hamburg Widzów: 30 000 Sędzia: Eric Weisbach |

| 16 sierpnia 2025 | Sportfreunde Lotte | 0:2   | SC Freiburg            |                                                                     |
| 18:00            |                    | (0:1) | 43' Dinkçi · 69' Höler | Stadion am Lotter Kreuz, Lotte Widzów: 6000 Sędzia: Florian Lechner |

| 16 sierpnia 2025 | VfB Lübeck   | 1:2   | SV Darmstadt 98          |                                                                          |
| 18:00            | Becken 90+1' | (0:1) | 34' Maglica · 73' Hornby | Stadion an der Lohmühle, Lubeka Widzów: 10 434 Sędzia: Leonidas Exuzidis |

| 16 sierpnia 2025 | Energie Cottbus | 1:0   | Hannover 96 |                                                                     |
| 18:00            | Ciğerci 12'     | (1:0) |             | LEAG Energie Stadion, Chociebuż Widzów: 18 000 Sędzia: Felix Prigan |

| 17 sierpnia 2025 | FV Engers 07 | 0:5   | Eintracht Frankfurt                                    |                                                              |
| 13:00            |              | (0:2) | 44' Bahoya · 45', 54' Dōan · 89' Wahi · 90+1' Aaronson | Stadion Oberwerth, Koblencja Widzów: ? Sędzia: Robert Kampka |

| 17 sierpnia 2025 | FC Viktoria Köln | 1:3   | SC Paderborn 07                    |                                                                |
| 13:00            | Otto 59'         | (0:3) | 5', 8' Grimaldi · 36' (k.) Bilbija | Sportpark Höhenberg, Kolonia Widzów: 8343 Sędzia: Sören Storks |

| 17 sierpnia 2025 | SSV Jahn Regensburg | 1:2   | 1. FC Köln                       |                                                                            |
| 15:30            | Bauer 66'           | (0:0) | 90+6' Martel · 90+8' Jóhannesson | Jahnstadion Regensburg, Ratyzbona Widzów: 13 396 Sędzia: Christian Dingert |

| 17 sierpnia 2025 | SV Atlas Delmenhorst      | 2:3   | Borussia Mönchengladbach   |                                                                     |
| 15:30            | Rohwedder 32' · Urban 40' | (2:2) | 20', 38' Hack · 68' Elvedi | Marschweg-Stadion, Oldenburg Widzów: 14 300 Sędzia: Fabienne Michel |

| 17 sierpnia 2025 | Blau-Weiß Lohne               | 0:2   | SpVgg Greuther Fürth   |                                                                |
| 15:30            | Sabah 83' · Wengerowski 90+2' | (0:0) | 58' Olesen · 84' König | Heinz-Dettmer-Stadion, Lohne Widzów: 4500 Sędzia: Felix Weller |

| 17 sierpnia 2025 | Lokomotive Lipsk | 0:1 (pd.)  | FC Schalke 04 |                                                              |
| 15:30            |                  | (0:0, 0:0) | 107' Lasme    | Bruno-Plache-Stadion, Lipsk Widzów: 11 900 Sędzia: Max Burda |

| 17 sierpnia 2025 | ZFC Meuselwitz | 0:5   | Karlsruher SC                                            |                                                            |
| 15:30            |                | (0:3) | 1', 42' Schleusener · 11' Rapp · 52' Egloff · 56' Kobald | Bluechip-Arena, Meuselwitz Widzów: 4269 Sędzia: Lars Erbst |

| 17 sierpnia 2025 | RSV Eintracht 1949 | 0:7   | 1. FC Kaiserslautern                                                                     |                                                                        |
| 15:30            |                    | (0:4) | 11' Kunze · 15' Emreli · 24' Ji-soo · 34' Hanslik · 48' Ritter · 71' Raschl · 90' Tachie | Karl-Liebknecht-Stadion, Poczdam Widzów: 7479 Sędzia: Cristian Ballweg |

| 17 sierpnia 2025 | SSV Ulm 1846 | 0:1   | SV 07 Elversberg |                                                       |
| 18:00            |              | (0:0) | 72' Keidel       | Donaustadion, Ulm Widzów: 9531 Sędzia: Richard Hempel |

| 17 sierpnia 2025 | Hallescher FC | 0:2   | FC Augsburg              |                                                                           |
| 18:00            |               | (0:0) | 52' Mounié · 79' Essende | Leuna-Chemie-Stadion, Halle (Saale) Widzów: 14 000 Sędzia: Tobias Reichel |

| 17 sierpnia 2025 | FC 08 Homburg | 0:2   | Holstein Kiel                    |                                                        |
| 18:00            |               | (0:1) | 24' Tolkin · 90+10' Bernhardsson | Waldstadion Homburg Widzów: 5123 Sędzia: Assad Nouhoum |

| 18 sierpnia 2025 | Dynamo Drezno | 0:1   | 1. FSV Mainz 05           |                                                                         |
| 18:00            |               | (0:1) | 22' Amiri · 87' Henriksen | Rudolf-Harbig-Stadion, Drezno Widzów: 30 105 Sędzia: Florian Badstübner |

| 18 sierpnia 2025 | 1. FC Schweinfurt 05                | 2:4   | Fortuna Düsseldorf                           |                                                               |
| 18:00            | Wintzheimer 44' (k.) · Shuranov 83' | (1:0) | 66', 86' Appelkamp · 68' Itten · 72' Muslija | Sachs-Stadion, Schweinfurt Widzów: 10 684 Sędzia: Timo Gerach |

| 18 sierpnia 2025 | Preußen Münster                          | 0:0 (pd.)               | Hertha BSC                                             |                                                                    |
| 18:00            |                                          | (0:0, 0:0, 0:0, k. 3:5) |                                                        | LVM-Preußenstadion, Münster Widzów: 10 635 Sędzia: Martin Petersen |
| 18:00            | · Meier · Scherder · Makridis · Lokotsch | Rzuty karne             | · Reese · Jensen · Cuisance · Krattenmacher · Grønning | LVM-Preußenstadion, Münster Widzów: 10 635 Sędzia: Martin Petersen |

| 18 sierpnia 2025 | Rot-Weiss Essen | 0:1   | Borussia Dortmund |                                                                           |
| 20:45            |                 | (0:0) | 79' Guirassy      | Stadion an der Hafenstraße, Essen Widzów: 19 300 Sędzia: Frank Willenborg |

| 26 sierpnia 2025 | Eintracht Brunszwik |  | VfB Stuttgart |  |
| 20:45            |                     |  |               |  |

| 27 sierpnia 2025 | SV Wehen Wiesbaden |  | Bayern Monachium |  |
| 20:45            |                    |  |                  |  |